# Площадь Ленина (Донецк)
Площадь Ленина (укр. Площа Леніна) — главная площадь города Донецка. Находится в Ворошиловском районе. Ограничена с севера проспектом Гурова, с запада — улицей Артёма, с юга — Комсомольским проспектом, с востока — улицей Постышева.

## Название
Площадь названа в честь Владимира Ильича Ленина — российского и советского политического и государственного деятеля.
До 1927 года площадь называлась Сенной из-за того, что на ней находился большой Сенной рынок. В 1927 году на площади построили Дом Советов, после чего площадь переименовали в Советскую. Затем площадь называлась Центральной. В середине 1960-х годов площадь получила своё текущее название.

## История
Появилась на месте Сенного рынка, который находился на окраине Юзовки. Архитектурный ансамбль площади, в основном, формировался с 1927 года по 1967 год. До начала работ по формированию современного архитектурного облика площадь была окружена одноэтажной жилой и промышленной застройкой.
Первоначально площадь занимала меньшую территорию. С восточной, южной и северной стороны её окружала одноэтажная жилая и общественная застройка, а с северной стороны находились гвоздильный завод, трамвайное депо, особняк Богомолова и конный двор горкомхоза. Особняк Богомолова был двухэтажный, белого цвета и украшен лепниной над оконными проёмами, а также башенками на высоком цоколе. В нём проводились дворянские собрания, а во время Гражданский войны в этом особняке располагался штаб Владимира Александровича Антонова-Овсеенко.
На месте, где в настоящее время разбит Первомайский сквер размещались Первая Советская больница (бывшая земская больница) и ветеринарная лечебница (в современном представлении угол улицы Постышева и проспекта Гурова). Отсюда с 15 июня 1928 года начал действовать первый донецкий трамвай, связавший центр города с железнодорожным вокзалом («Совбольница-Станция Сталино», 8 км пути).
В 1929 году построили Дом Советов и здание государственных учреждений. Для строительства Дома Советов снесли находившиеся на этом месте особняк Богомолова и конный двор горкомхоза. С 1931 года в здании государственных учреждений располагается концертный зал Донецкой областной филармонии. В 1938 году построили гостиницу «Донбасс».
В 1947 году снесли гвоздильный завод, на месте которого в дальнейшем построят здание драматического театра. В 1949 году снесли ветеринарную лечебницу. В освободившемся месте создали сквер имени Ленина, где установили памятник Ленину и небольшой фонтан. Постамент памятника из-за нехватки строительных материалов был облицован красными плитками из горелых пород. Такими же красными плитками из горелых пород облицовано здание, в северо-восточном углу площади (угол улицы Постышева и проспекта Гурова).
По плану формирования общественного центра города, разработанного в 1949 году Гипроградом (архитекторы В. М. Орехов, Л. Л. Берберов, Т. И. Бондаренко) площадь Ленина должна была стать одной из анфилады трёх взаимосвязанных площадей: Центральной административной (площадь Ленина), Театральной и Победы и пространственно увязывалась с Театральной площадью. Центральная площадь в плане представляла собой прямоугольник 140×480 м, вытянутый вдоль улицы Артёма от Комсомольского проспекта до проспекта Гурова. На флангах, которые примыкали к проспектам были запланированы партерные скверы. Ось Центральной площади — проспект Ильича. На самом возвышенном месте оси предполагалось построить новое здание Дома Советов. В 1953 году архитекторы В. М. Орехов, Л. Л. Берберов, Т. И. Бондаренко разработали проект детальной планировки центра города, в который внесли существенные изменения по сравнению с планом 1949 года. В новом плане решили отказаться от создания площади Победы, и построить здание драматического театра не на площади Победы, а на Центральной, вместо нового здания дома Советов.
В начале 1950-х годов построили жилые и административные здания вдоль правой стороны улицы Постышева. В 1951—1956 годах построили здание Министерства угольной промышленности УССР и освободили от старой застройки территорию между улицами Артёма и Постышева. В 1961 году построили здание драмтеатра. В 1959—1965 годах на отделке домов на площади трудилась бригада штукатуров Героя Социалистического Труда Дмитрия Базарова.
В 1966 году к 100-летию Владимира Ильича Ленина производилась реконструкция площади. По одной из версий памятник Ленину с Центральной площади перенесли в Петровский район Донецка и установили в сквере на площади Победы, однако Евгений Ясенов опровергает эту версию и указывает, что памятник Ленину на площади Победы был установлен раньше, чем убрали памятник у совбольницы и некоторое время оба памятника существовали одновременно. В 1967 году на площади установили новый памятник В. И. Ленину. Также в 1960-е годы снесли Совбольницу.
В архитектурный ансамбль площади Ленина входят памятник Ленину, скульптура «Юность», беседка влюблённых, музыкальный фонтан, здание Ворошиловского райисполкома (ранее Дом Советов, Окружком), здание драматического театра (памятник архитектуры местного значения), здание гостиницы «Донбасс Палас», здание филармонии, здание Главпочтамта, здание Министерства угольной промышленности УССР (памятник архитектуры местного значения; ранее в здании располагался департамент угольной промышленности министерства топлива и энергетики Украины и Укрглавснаб), а также другие общественные и жилые здания.
Над созданием архитектурного ансамбля работали архитекторы В. М. Орехов, Л. Л. Берберов, Д. М. Цимиданов, Т. И. Бондаренко, Н. И. Порхунов, Л. И. Котовский, И. И. Речаник, А. А. Шувалова, В. Р. Костенко, Е. И. Чечик, В. Иванченко, Н. Иванченко и скульпторы Э. Кунцевич, Н. Билык, Ю. И. Балдин.
Площадь является пешеходной зоной. На прилегающих к ней улицах Артёма и Постышева есть остановки общественного транспорта «Площадь Ленина» (на Артёма останавливаются троллейбус, автобус, маршрутное такси; на Постышева — трамвай, маршрутное такси).

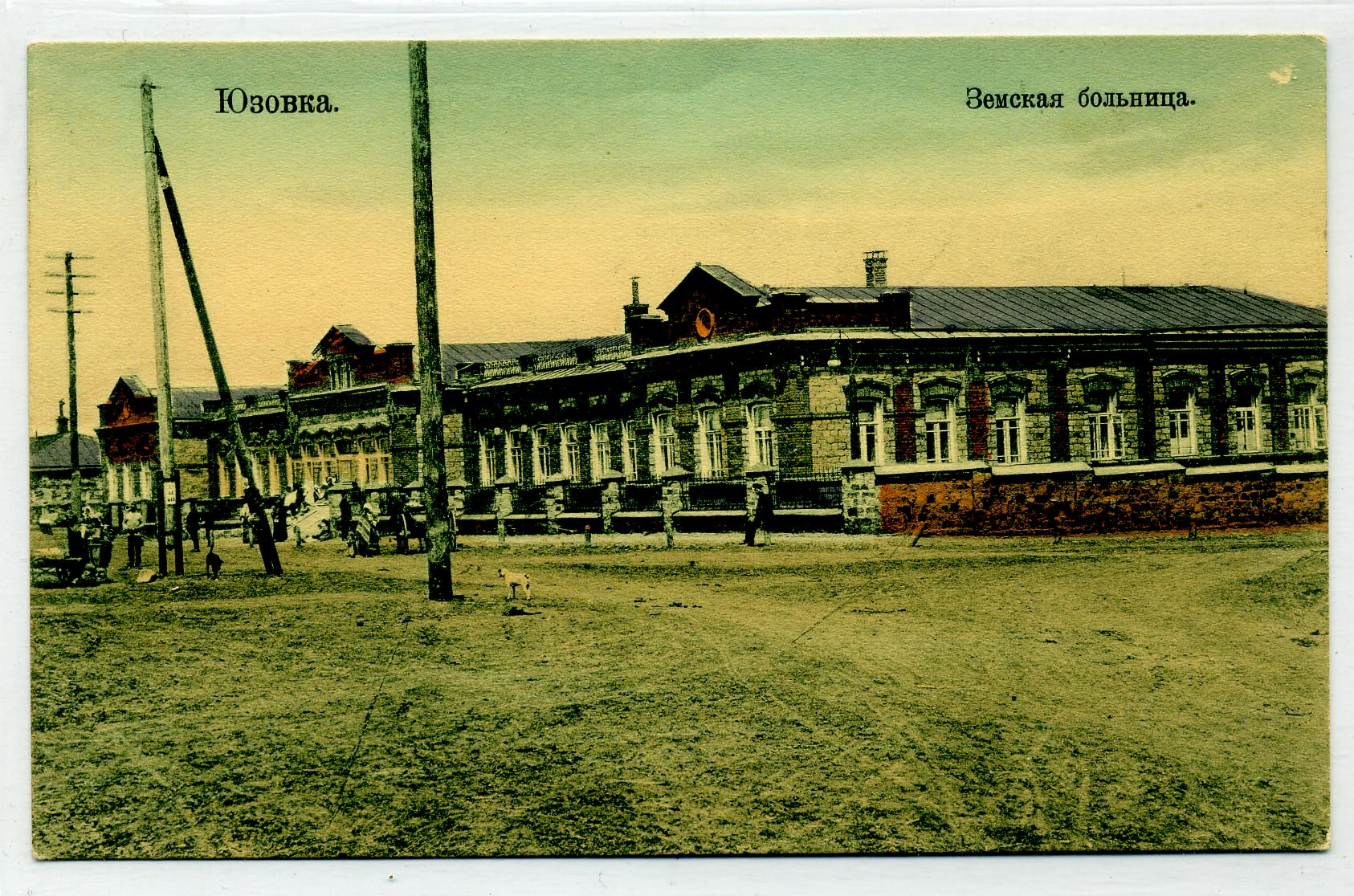
Земская больница в Юзовке. 1911 год. В дальнейшем на этом месте будет разбит Первомайский сквер.
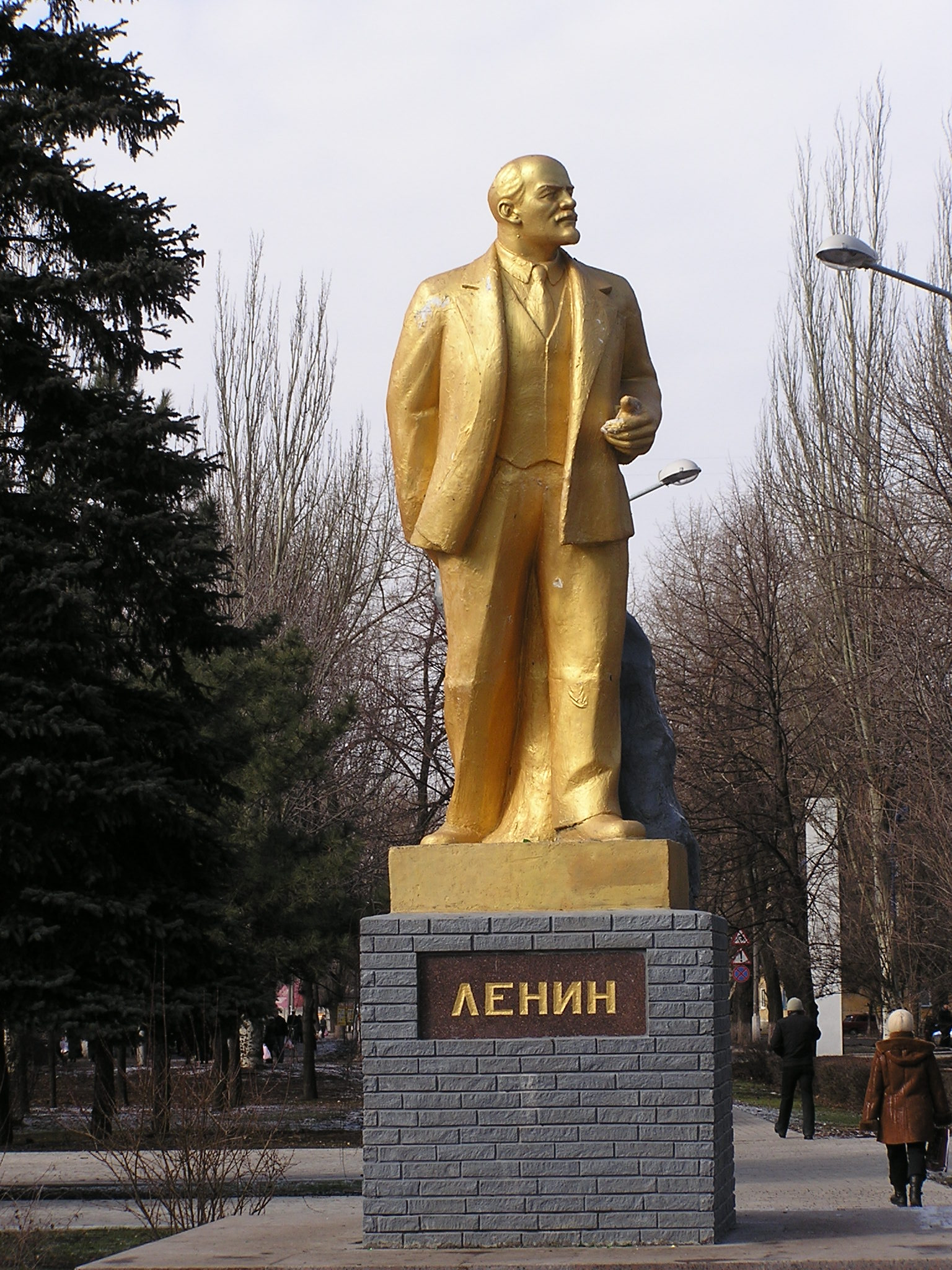
Памятник Ленину на площади Победы в Петровском районе Донецка[7]. По одной из версий он был установлен на месте Первомайского сквера площади Ленина

## Планировка площади
1. Первомайский сквер;
2. Памятник Ленину — 48°00′08″ с. ш. 37°48′17″ в. д.HGЯO
3. Пилон, 2 капсулы времени — 48°00′09″ с. ш. 37°48′18″ в. д.HGЯO
4. Беседка влюблённых — 48°00′11″ с. ш. 37°48′18″ в. д.HGЯO
5. Скульптура «Юность»;
6. Фонтан — 48°00′03″ с. ш. 37°48′18″ в. д.HGЯO
7. Здание министерства угольной промышленности УССР — 47°59′58″ с. ш. 37°48′18″ в. д.HGЯO
8. Главпочтамт — 47°59′58″ с. ш. 37°48′15″ в. д.HGЯO
9. Ворошиловский райисполком — 48°00′02″ с. ш. 37°48′14″ в. д.HGЯO
10. Драмтеатр — 48°00′07″ с. ш. 37°48′11″ в. д.HGЯO
11. Golden Lion — 48°00′08″ с. ш. 37°48′12″ в. д.HGЯO
12. Донбасс Палас — 48°00′13″ с. ш. 37°48′14″ в. д.HGЯO
13. Здание «Восток-медиа» — 48°00′08″ с. ш. 37°48′22″ в. д.HGЯO
14. McDonald’s (внутри находится мозаичное панно «Женщина-птица») — 48°00′05″ с. ш. 37°48′22″ в. д.HGЯO
15. Филармония — 48°00′01″ с. ш. 37°48′22″ в. д.HGЯO
16. Закладной камень памятника женщинам-шахтёрам.

## Ансамбль площади Ленина

### Ворошиловский РИК

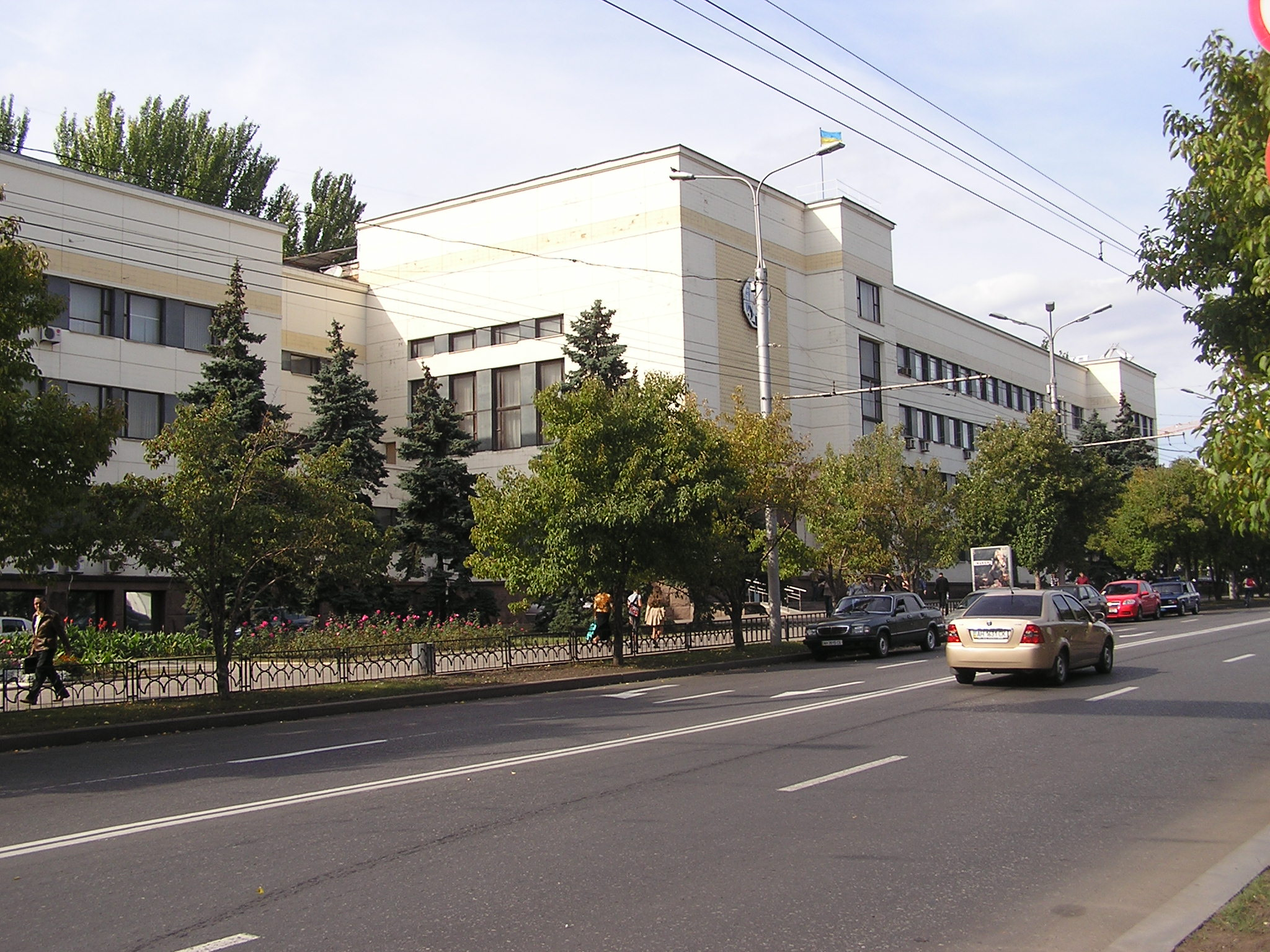
Здание Ворошиловского райисполкома

Здание Ворошиловского райисполкома является старейшим на площади. Его построили в 1929 году как Дом Советов. С его строительства началось формирование архитектурного ансамбля площади Ленина. Архитектор — Людвиг Иванович Котовский.
В 1934 году здание отреставрировал архитектор Н. И. Порхунов. Работы по реконструкции были приурочены к семнадцатой годовщине Великой Октябрьской социалистической революции. Во время реконструкции полностью изменили отделку здания и достроили четвёртый этаж.
На фасаде здания установлены мемориальные доски в честь того, что в нём работали Владимир Иванович Дегтярёв и Александр Павлович Ляшко (открыта 18 ноября 2003 года).
21 августа 2007 года в сквере перед зданием установили закладной камень памятника женщинам-шахтёрам.

### Филармония

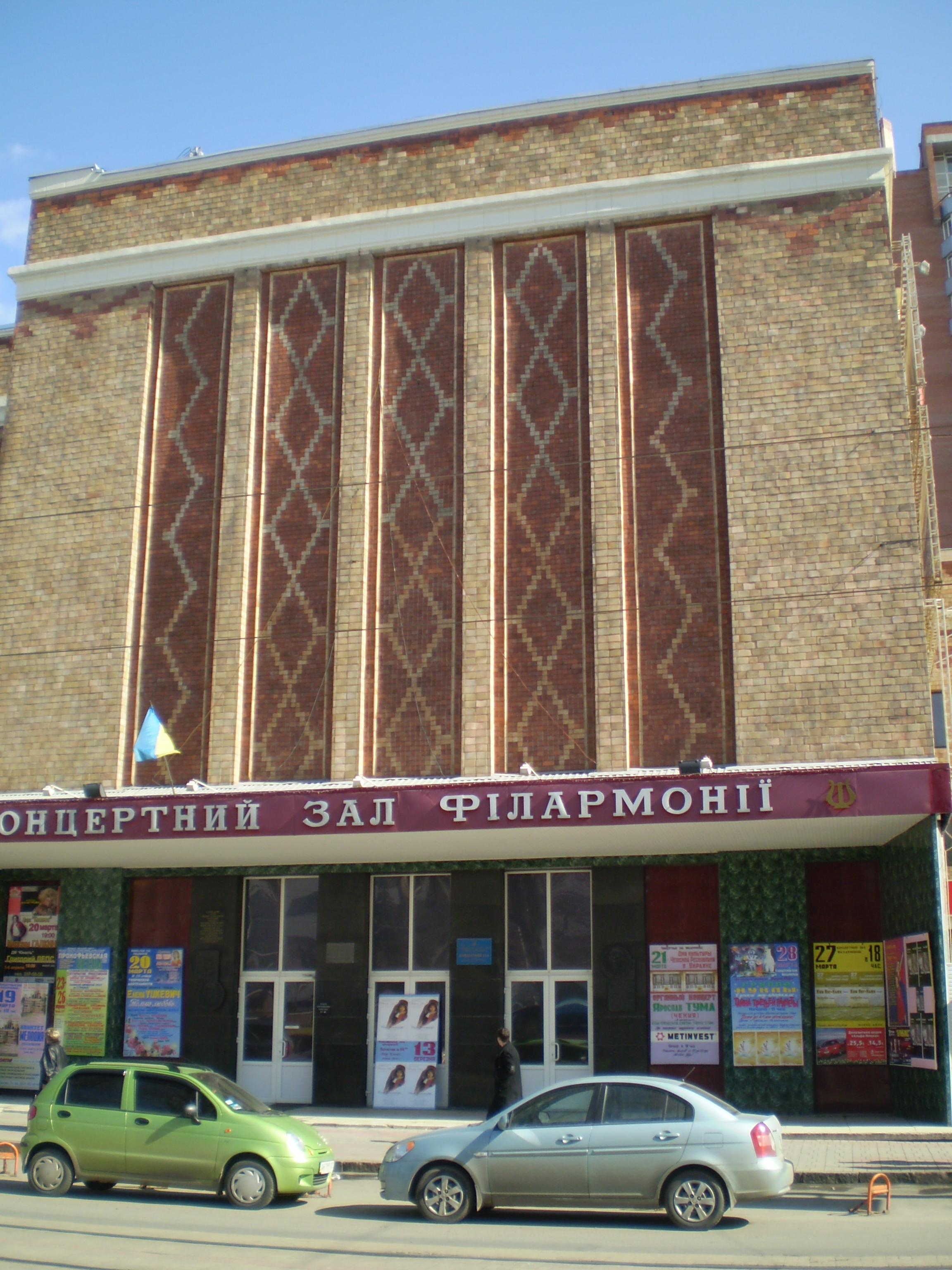
Донецкая областная филармония

Здание, в котором располагается концертный зал Донецкой областной филармонии имени Сергея Прокофьева строилось как зеркальная копия здания Ворошировского райисполкома — эти здания похожи в плане, но отличаются оформлением. Здание построено в 1930-е годы Южжилстроем и называлось «здание госучреждений». Его спроектировал архитектор Людвиг Иванович Котовский. После Великой Отечественной войны здание госучреждений значительно перестроили.
На фасаде здания установлены мемориальные доски:
- в честь того, что в нём в сентябре 1941 года размещался штаб 383-й шахтёрской стрелковой дивизии;
- в честь того, что в здании во время немецкой оккупации города в 1941—1943 годах размещалась подпольная группа, которая печатала антифашистские листовки;
- в честь того, что филармонии присвоено имя Сергея Сергеевича Прокофьева;
- в честь того, что в филармонии размещён орган, на котором играл Пётр Ильич Чайковский.

### Донбасс Палас

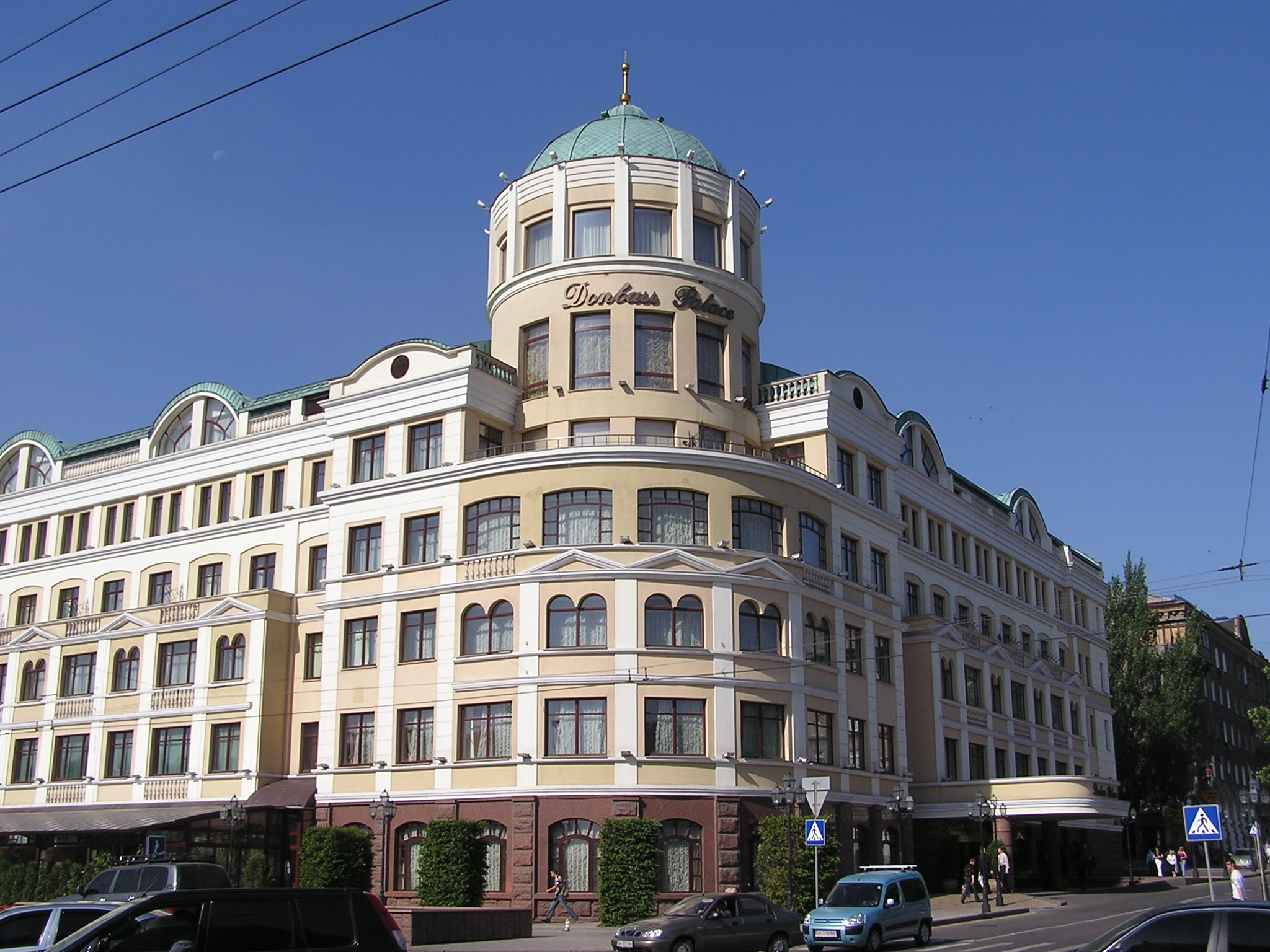
«Донбасс Палас», фото 2007 года

Здание гостиницы «Донбасс» построили в 1938 году по проекту И. И. Речаника и А. А. Шуваловой. Во время строительства проект был переработан Н. И. Порхуновым.
Нижний этаж гостиницы был выполнен в виде мощного цоколя, и облицован тёмно-коричневым полированным гранитом. Три верхних этажа были отделаны эркерами, с лоджиями между ними. Пятый этаж был сделан в виде лёгкой галереи с белыми полуколоннами в простенках. Угловая башня круглая, увенчанная пилястрами и скульптурным поясом из мрамора. Здание венчала башня с позолочённым шпилем.
Здание в военное время было частично разрушено. С 1947 по 1949 годы здание гостиницы было реконструировано по проекту Н. И. Порхунова. Во время реконструкции не была восстановлена купольная часть из-за недостатка средств. В 1971 году донбасский Институт гражданского строительства провёл реставрационные работы.
В 2000 году владельцы гостиницы приняли решение снести существующее старое здание и построить на его месте новое здание, которое соответствовало первоначальному проекту и включало бы в себя купол. 26 февраля 2001 года старое здание гостиницы было взорвано.
Новое здание состоит из пяти этажей, двух дополнительных этажей в купольной части и служебного подвального помещения. Размеры: 52 метра в длину, 44 метра в ширину и 34 метра в высоту.

### Фонтан

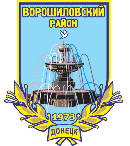
Герб Ворошиловского района Донецка

В 1950-е годы на площади был установлен фонтан. Автор фонтана — архитектор Цимиданов Добрыня Михайлович 1924 года рождения. Скульптор Свириденко Майя Кузьминична 1926 года рождения.
Изображение этого фонтана используется в качестве основной фигуры на гербе Ворошиловского района Донецка.
В 2003 году фонтан отреставрировали. Группой конструкторов, электронщиков, программистов ГКП «Донецкгорводоканал» было добавлено оборудование для работы фонтана в светомузыкальном режиме.
Работой гидравлического, светового и программного обеспечения фонтана управляет система из центрального компьютера и 288 микропроцессоров. В системе задействовано 78 пропорциональных клапанов и 210 подводных прожекторов, у которых регулируется степень свечения. В репертуар музыкального фонтана входят произведения композиторов Иоганна Себастьяна Баха, Петра Ильича Чайковского, Иоганна Штрауса, Людвига вана Бетховена, Боккерини и песни современных популярных певцов.

### Минуглепром

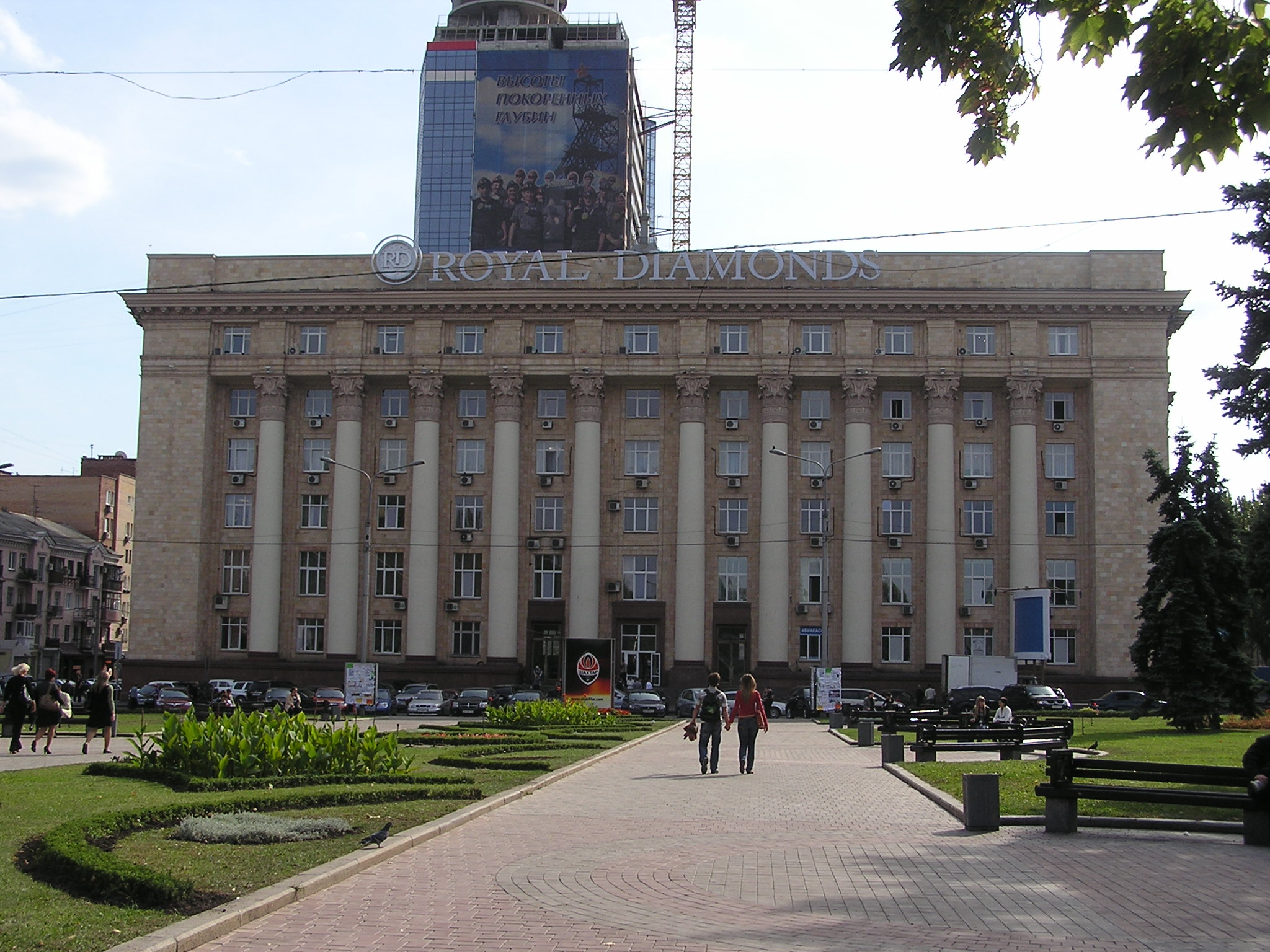
Здание, в котором ранее размещалось Министерство угольной промышленности УССР

Монументальное административное здание, в котором ранее размещалось Министерство угольной промышленности УССР, было построено в 1956 году. С его строительством площадь Ленина получила современное пространственное выявление, так как к тому времени уже был заложен Первомайский сквер, который завершал пространство площади с северной стороны, и построены жилые и административные здания вдоль правой стороны улицы Постышева.
Здание расположено вдоль южной стороны площади. Фасад здания подчёркнут мощным 10-колонным портиком коринфского ордера. Колонны доходят до пятого этажа, а над шестым этажом размещается сложный карниз большого выноса.
Архитекторы — В. М. Орехов и В. Р. Костенко. На фасаде здания установлена мемориальная доска в честь того, что в нём работал Александр Фёдорович Засядько.

### Драмтеатр

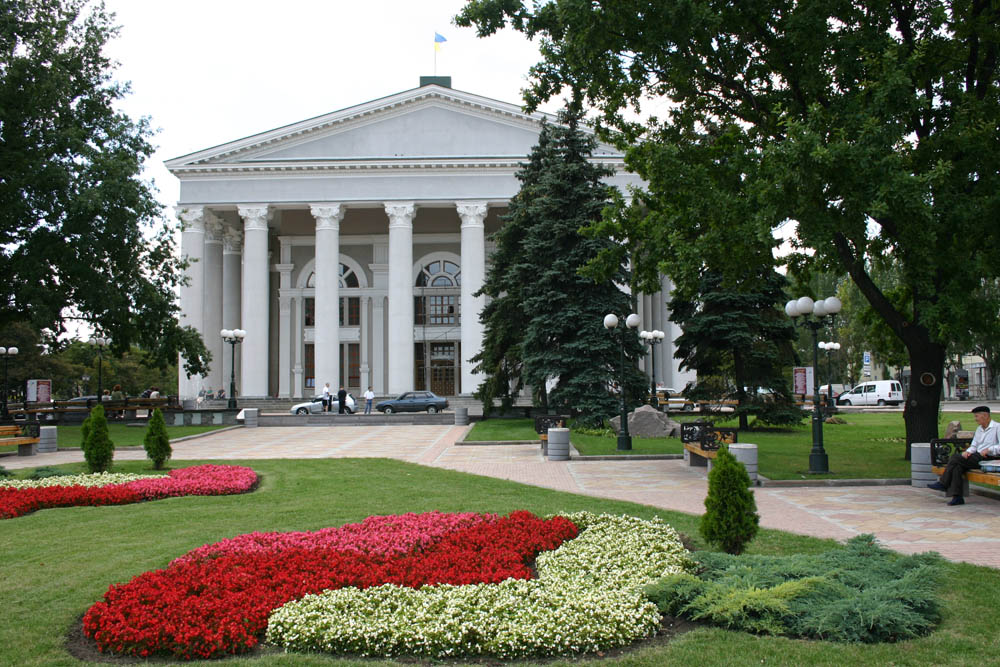
Донецкий академический украинский музыкально-драматический театр

Здание театра было построено в 1961 году. Архитектор — Е. Н. Чечик. Театр за исключением сценической части выполнен в виде древнегреческого храма. Фасад оформлен в виде колонного портика коринфского ордера.
Театр находится в самой высокой точке поперечной оси площади Ленина, являющейся продолжением проспекта Ильича. На этом месте планировалась постройка нового здания Дома Советов, но в план формирования общественного центра города были внесены изменения. Из-за того, что здание театра приземистое и небольшое по объёму, в отличие от планировавшегося здания Дома Советов, были снижены архитектурные достоинства ансамбля площади Ленина, обеднён силуэт застройки и площадь не получила завершённого архитектурно-пространственного решения.
В архитектурном проекте театра, сделанном в 1958 году планировалась фронтонная фигура, но при строительстве театра от неё отказались из-за постановления ЦК КПСС и Совета Министров СССР 1955 года «Об устранении излишеств в проектировании и строительстве». Во время реконструкции театра в 2000-х годах было решено установить скульптуру на фронтоне. Так как в проектных документах не сохранились сведения о том, какая фигура планировалась к установке, был выбран новый образ. Им стала муза трагедии Мельпомена из древнегреческой мифологии. Она изображена с пальмовой ветвью в руках. Высота 3,5 метра (высота вычислялась исходя из пропорций всего архитектурного ансамбля театра), вес — около тонны. Автор — скульптор Юрий Иванович Балдин. Скульптура была отлита из бронзы и установлена 14 марта 2005 года.

### Памятник Ленину

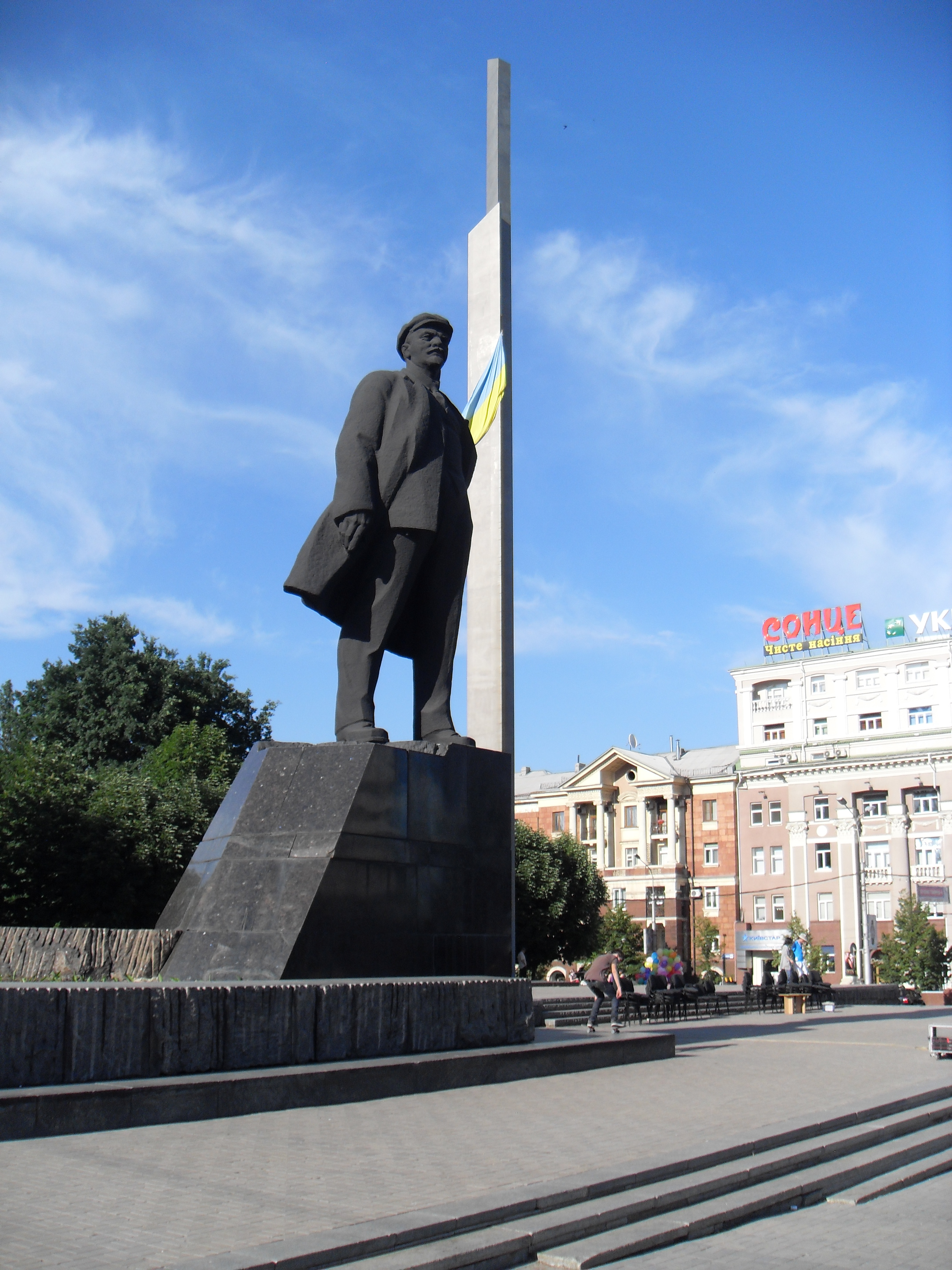
Памятник Ленину и пилон в 2011 году

В 1967 году в честь пятидесятилетия Великой Октябрьской социалистической революции на площади был установлен памятник Ленину, который представляет собой монументальную композицию из скульптуры Владимира Ильича Ленина в полный рост и отдельно стоящего пилона. Скульптура изготовлена из бронзы размером семь с половиной метров. Она установлена на чёрно-сером постаменте, выполненном из гранита. Вместе скульптура и постамент имеют высоту тринадцать с половиной метров. Рядом с монументом находится трёхгранный пилон, выполненный из нержавеющей стали высотой сорок два метра.
Расположение памятника выбиралось по идеологическим причинам. Он не должен был располагаться так, чтобы быть обращённым спиной к Макеевке (восток), зданию министерства угольной промышленности (юг) и зданию областного комитета партии (запад), поэтому скульптура расположена лицом к югу, а спиной к северу.

Авторы монумента скульптор Э. Кунцевич и архитекторы В. Иванченко и Н. Иванченко. Постамент и пилон находятся на гранитном стилобате, на который ведёт лестница. На пилоне размещена цитата Ленина: 
Донбасс, это — не случайный район, а это — район, без которого социалистическое строительство останется простым, добрым пожеланием.
Под гранитными плитами в основания пилона замурованы две капсулы времени:
Здесь в день 100-летия со дня рождения В. И. Ленина заложено письмо юношей и девушек Донбасса  к молодёжи 2020 года. Вскрыть 22 апреля 2020 года.
Здесь 29 октября 1971 года заложено письмо участников всесоюзной встречи трудовых династий к молодёжи страны. Вскрыть 29 октября 2018 года.

### Беседка влюблённых

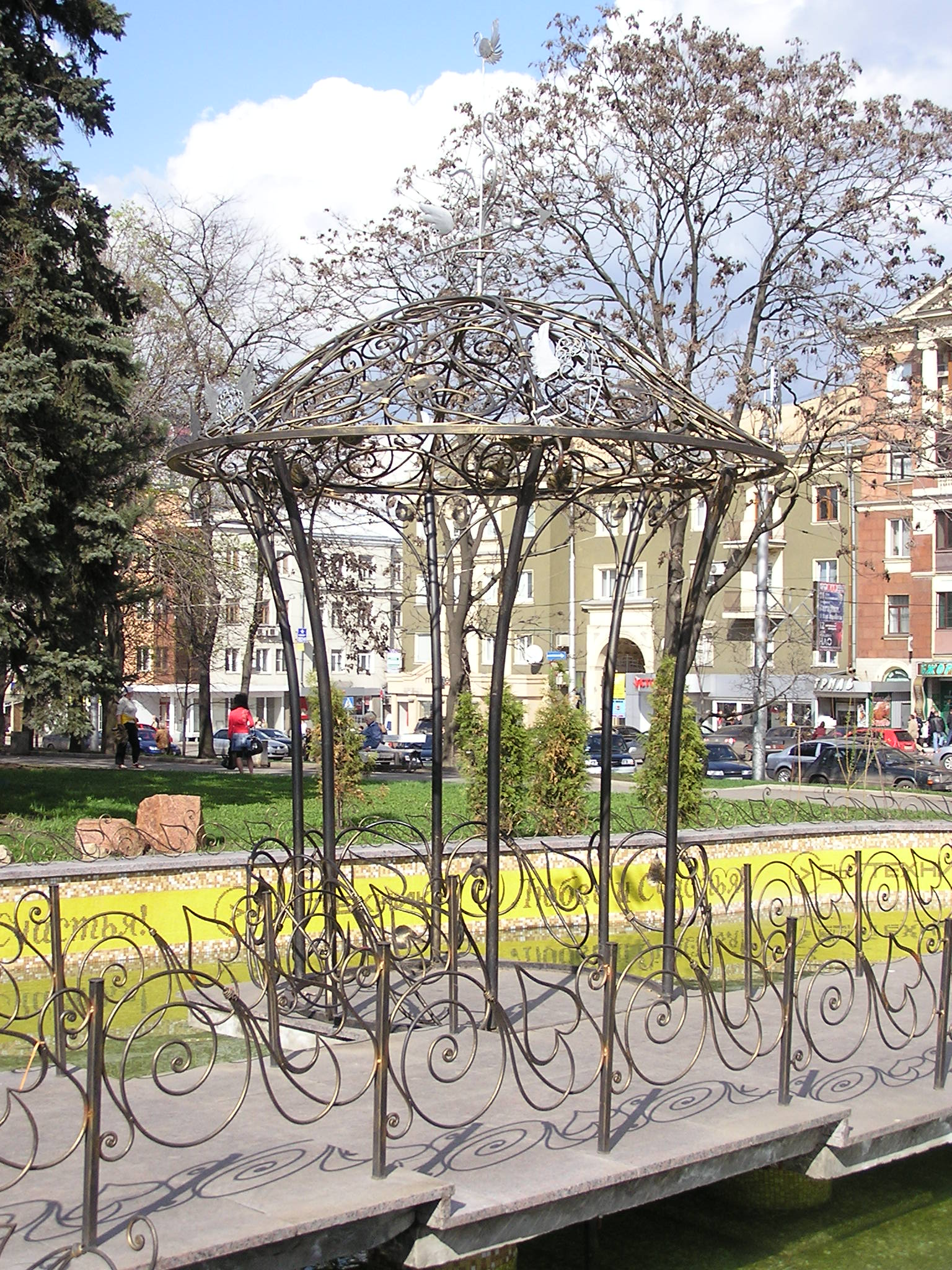
Беседка влюблённых

Беседка влюблённых была установлена в 2007 году. Это кованая ажурная беседка, которая стоит над отреставрированным фонтаном влюблённых в Первомайском сквере. Подарена городу кузнецами.

### Юность

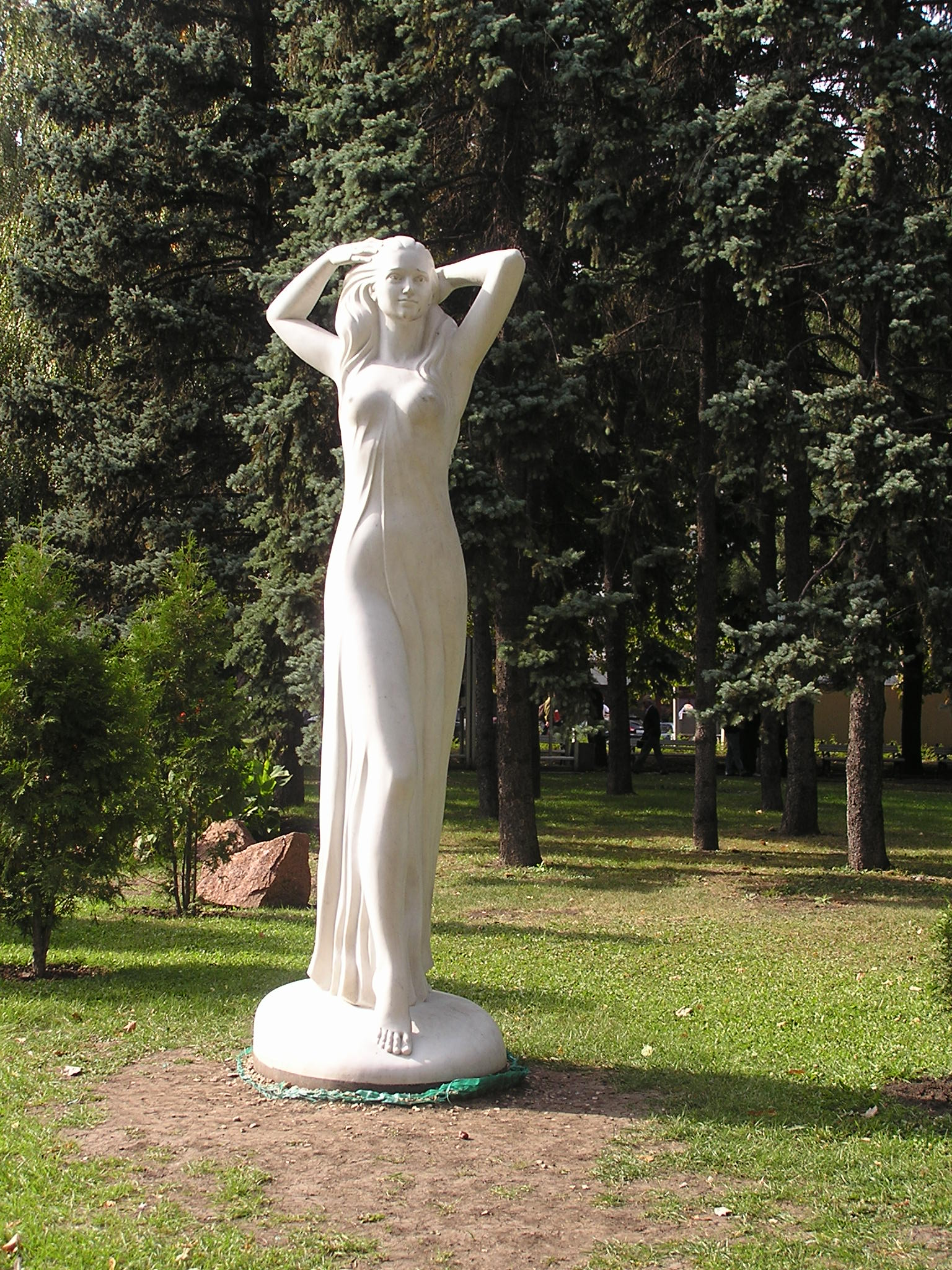
Скульптура «Юность»

Скульптура «Юность» была установлена в Первомайском сквере 9 июля 2008 года. Она была подарена городу банкиром Владимиром Павловичем Матвиенко, который двадцать лет работал в Донецке. 12 июля состоялось торжественное открытие.

Скульптура создана украинским скульптором Николаем Билыком. Высота — 3 метра 15 сантиметров, вес — 5 тонн. Она выполнена из каррарского мрамора и представляет собой фигуру полуобнаженной девушки. Эта девушка является героиней стихотворения Владимира Матвиенко, четверостишие которого выбито на камне рядом со скульптурой. 
Босиком да по росе
в полурасстёгнутом халате
золотом распущенной косы
явилась юность на рассвете.

## Мероприятия
На площади регулярно проводились общегородские культурно-массовые мероприятия: концерты, митинги, выставки, спортивные соревнования; мероприятия, посвящённые дню города, дню молодёжи, дню Европы; конкурсы красоты Мисс Донбасс, фестивали «Розы Донецка», «Пасха красная» и другие. Здесь разбивали передвижные луна-парки. Для проведения концертов монтировалась временная сцена. На Новый год на площади наряжалась ёлка.

## Галерея

Внешний вид площади
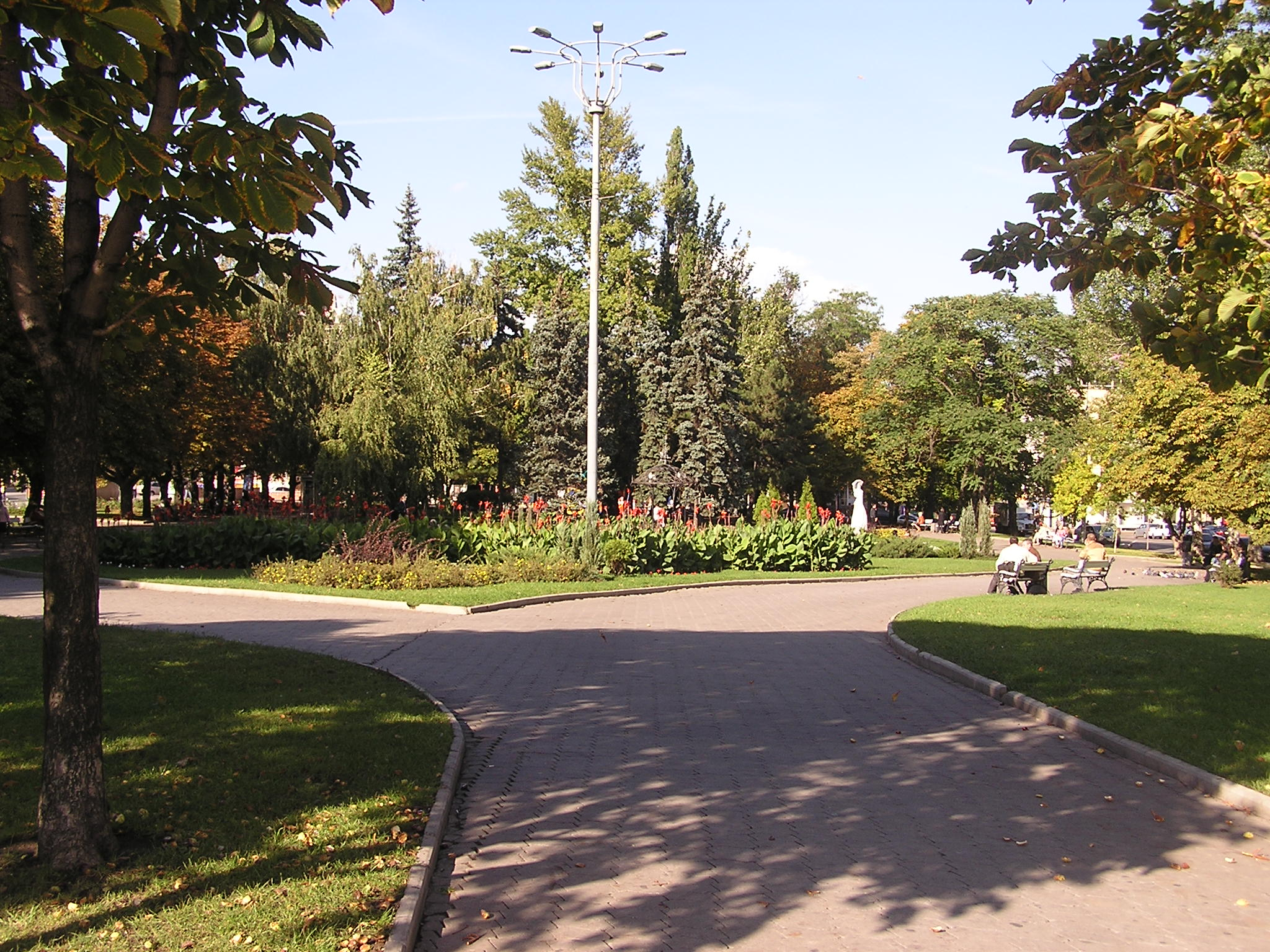
Северная часть площади — Первомайский сквер
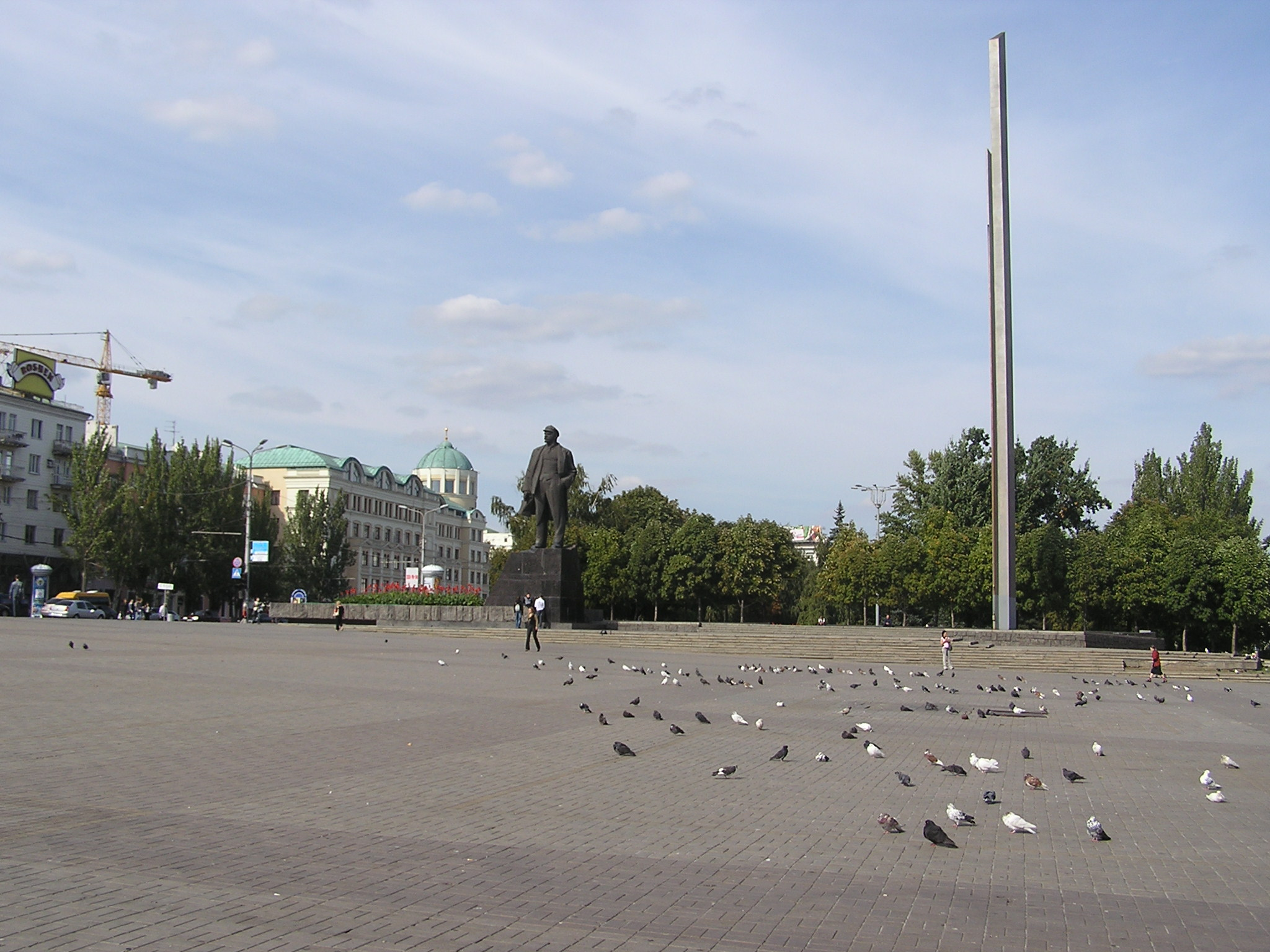
Центральная часть площади
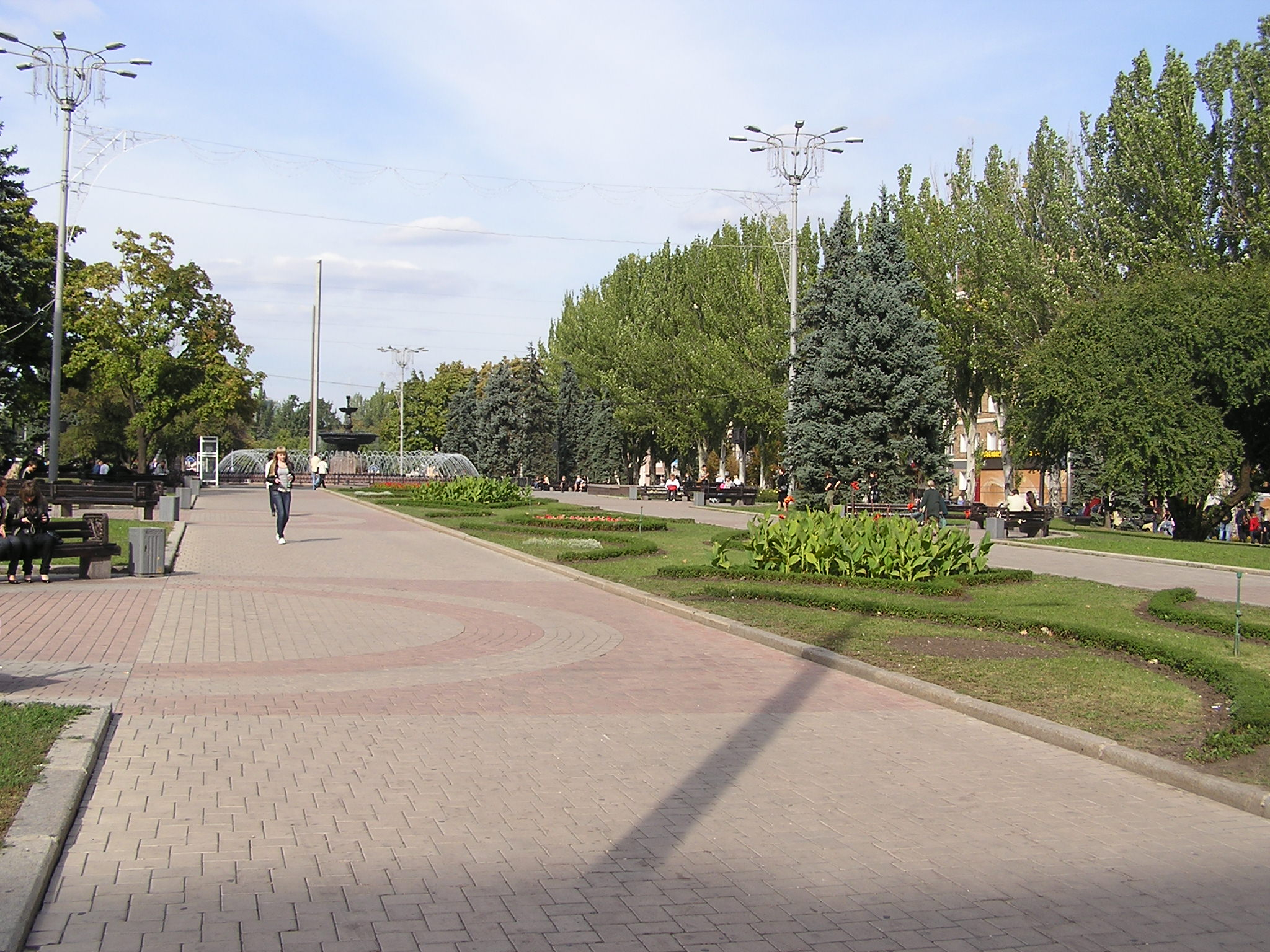
Южная часть площади

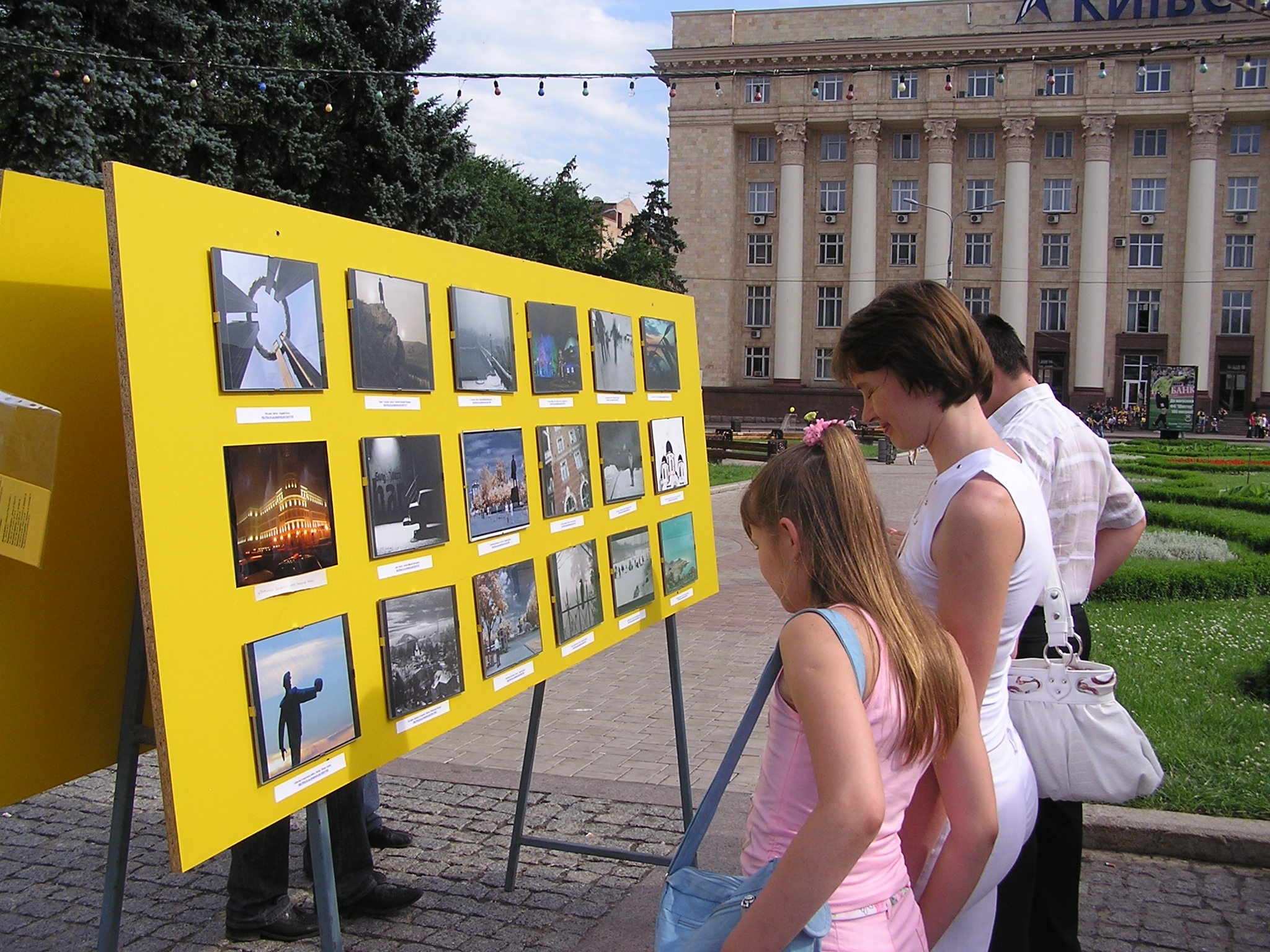
Выставка фотоконкурса «Я.МІСТО.ДОНЕЦЬК», 2005 год
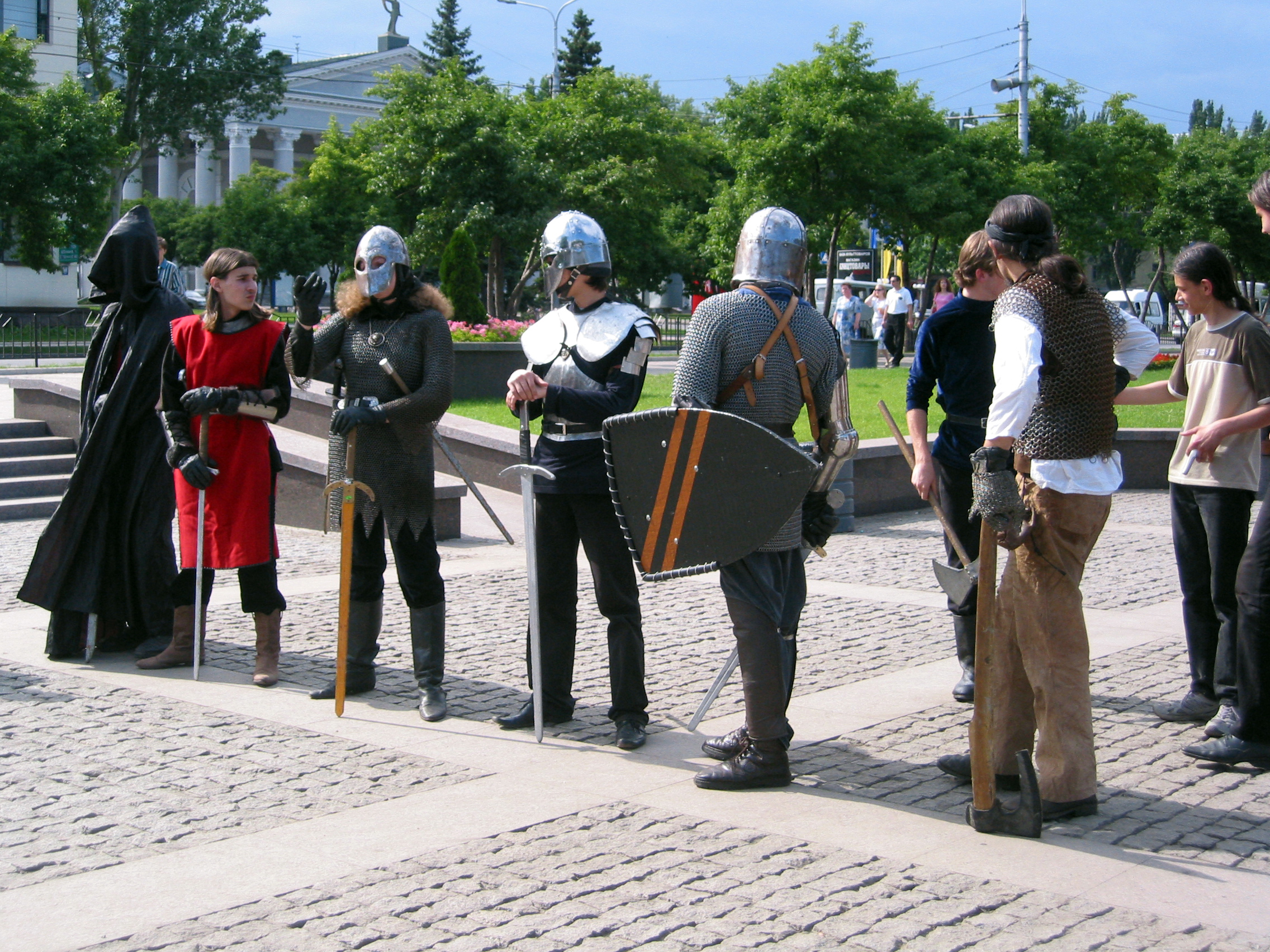
Донецкий клуб ролевого моделирования и исторического фехтования «Мифрил» на Дне молодёжи, 2005 год
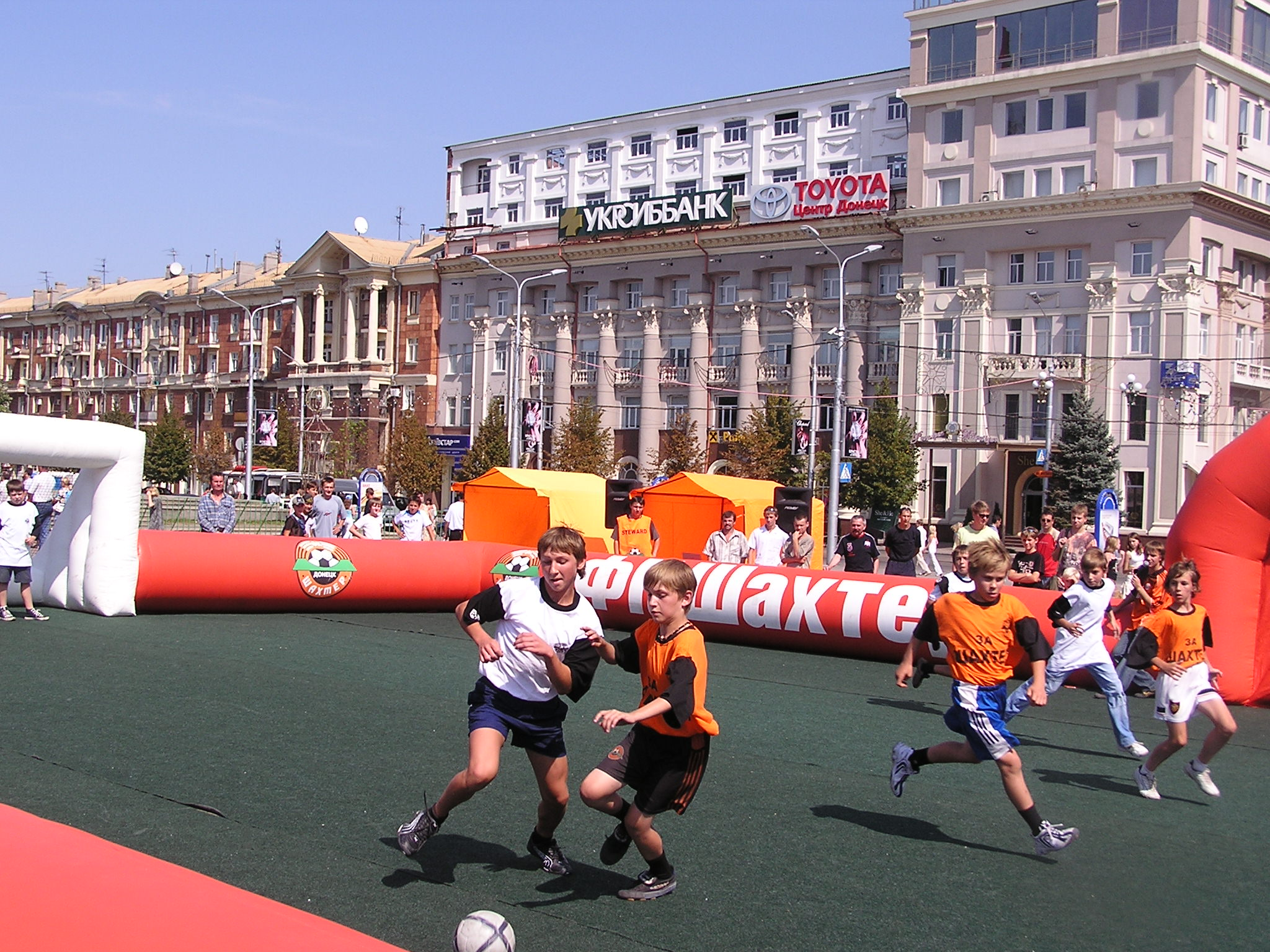
Соревнования по футболу на день города в рамках фестиваля «Розы Донецка»
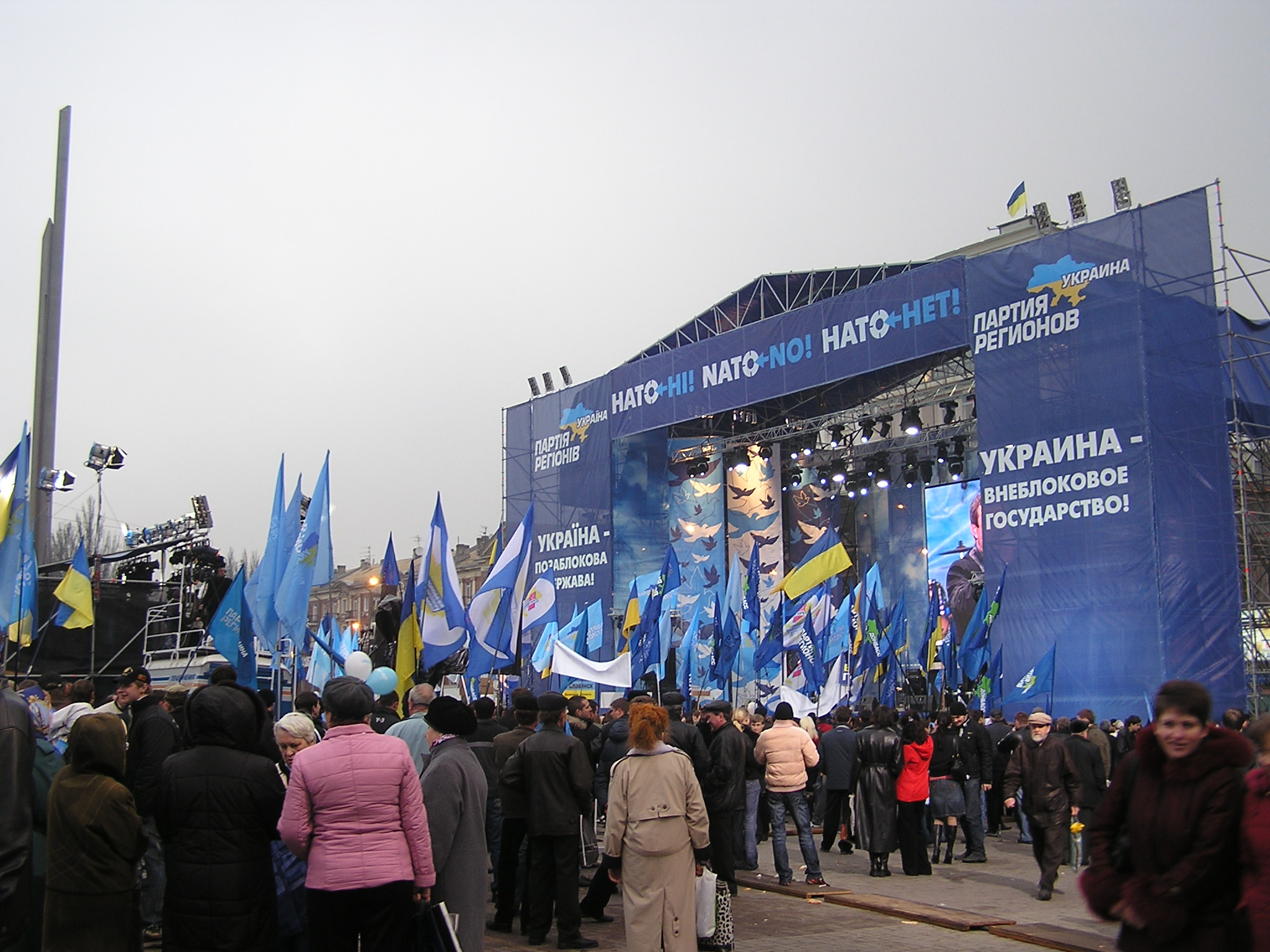
Антинатовский митинг. На площади смонтирована сцена
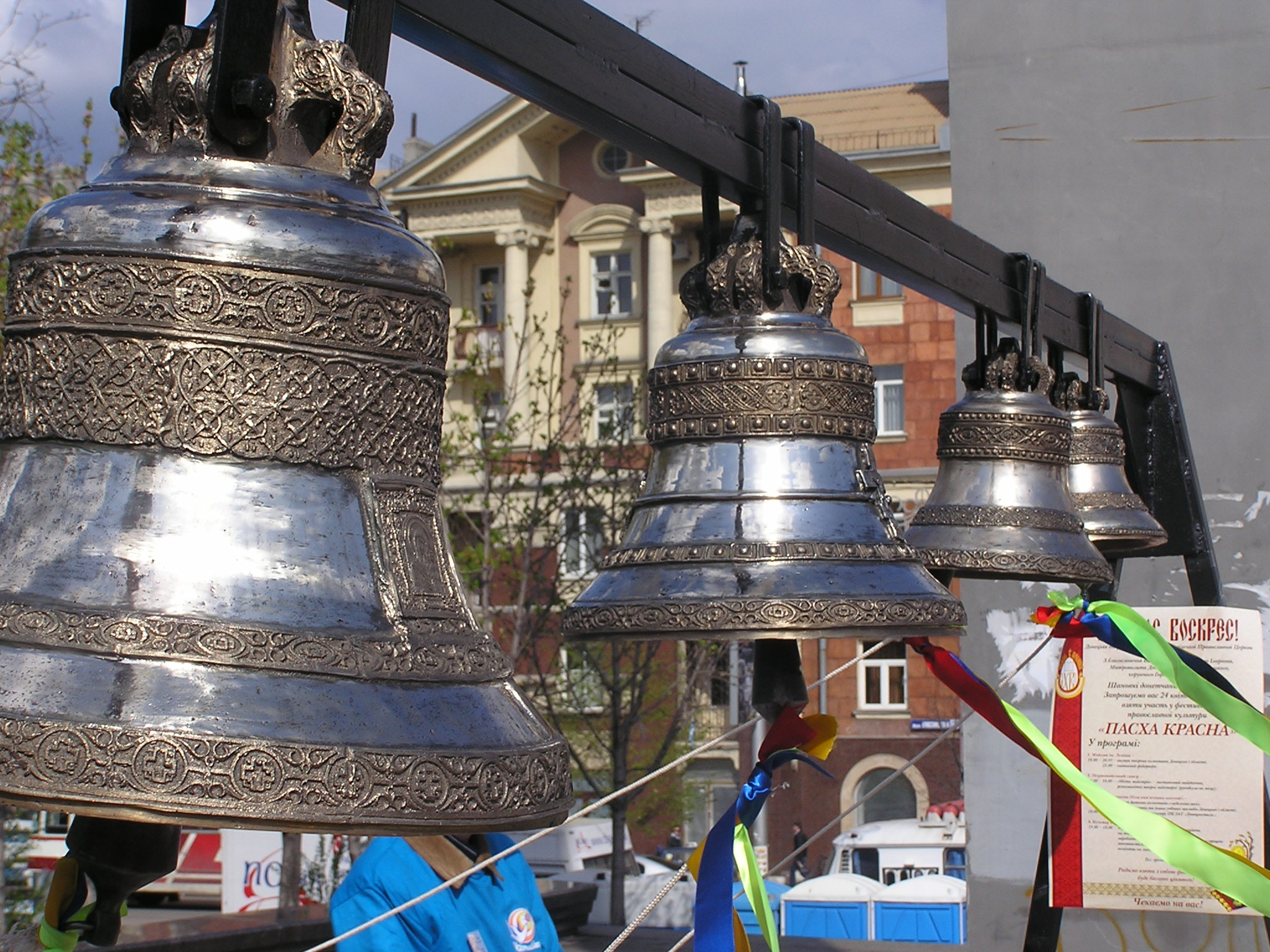
Фестиваль «Пасха красная». Колокола у пилона памятника Ленина